# Riccardo Sottil
Riccardo Sottil (* 3. Juni 1999 in Bergamo) ist ein italienischer Fußballspieler. Der Flügelspieler steht als Leihspieler der AC Florenz bei der US Lecce unter Vertrag.

## Karriere

### Verein
Sottil begann mit dem Fußballspielen beim CFC Genua und kam über den FC Turin im Jahr 2016 in die Nachwuchsabteilung der AC Florenz. Nachdem er in der U19-Mannschaft ansprechende Leistungen gezeigt hatte, wurde er zum Saisonende 2017/18 erstmals im Spieltagskader in der ersten Mannschaft berücksichtigt, kam aber zu keinem Einsatz.
Sein Serie-A-Debüt bestritt er am 19. September 2018 beim 1:1-Unentschieden gegen Sampdoria Genua, als er in der Schlussphase für Federico Chiesa eingewechselt wurde. Bis Ende Januar 2019 wurde er nur in einem einzigen weiteren Spiel eingesetzt, saß aber in nahezu jeder Partie auf der Auswechselbank. Am 27. Januar 2019 wechselte Sottil leihweise zum Zweitligisten Delfino Pescara 1936, wo er Spielpraxis sammeln sollte. Sein erstes Spiel bestritt er am 18. Februar (24. Spieltag) beim 2:0-Auswärtssieg gegen den FC Crotone. Zum Saisonende 2018/19 setzte er sich in der Startformation fest. Am 27. April (35. Spieltag) erzielte er beim 1:1-Unentschieden gegen Hellas Verona sein erstes Tor im Profibereich.
Nach seiner Rückkehr zur Fiorentina etablierte er sich in der Spielzeit 2019/20 als Rotationsspieler. In dieser Saison absolvierte er 18 Ligaeinsätze.
Am 10. September 2020 wechselte Sottil für die gesamte Saison 2020/21 auf Leihbasis zum Ligakonkurrenten Cagliari Calcio. Sein Debüt bestritt er am 20. September 2020 (1. Spieltag) beim 1:1-Unentschieden gegen die US Sassuolo, als er in der 76. Spielminute für Marko Rog eingewechselt wurde.
Anfang Februar 2025 wurde er mit anschließender Kaufoption an die AC Mailand verliehen. Während der Leihe absolvierte Sottil nur acht Pflichtspiele, und die Mailänder zogen die Kaufoption nicht. Zur Saison 2025/26 verlieh die Fiorentina den Flügelspieler erneut innerhalb der Serie A, diesmal an die US Lecce.

### Nationalmannschaft
Sottil repräsentierte sein Heimatland in diversen Juniorenauswahlen, beginnend mit der U18.

## Privates
Sottils Vater Andrea war ebenfalls professioneller Fußballspieler und ist aktuell als Trainer aktiv. Er spielte 14 Jahre in der höchsten italienischen Spielklasse, wobei er unter anderem für die AC Florenz, Atalanta Bergamo und Udinese Calcio im Einsatz war.